# هانا وولف
هانا وولف (بالألمانية: Hanna Wolf )‏ (و. 1908 – 1999 م) هي سياسية، وأستاذة جامعية من ألمانيا، وألمانيا الشرقية، توفيت في برلين، عن عمر يناهز 91 عاماً.

## التعليم
تعلمت في جامعة هومبولت في برلين.

## جوائز
حصلت على جوائز منها:
- Hervorragender Wissenschaftler des Volkes  [لغات أخرى]‏ (1983)
- نيشان كارل ماركس
- وسام الاستحقاق الوطني.